# Eendracht Buggenhout
Eendracht Buggenhout is een Belgische voetbalclub uit Buggenhout en Opstal. De club is aangesloten bij de KBVB met stamnummer 5861 en heeft geel, zwart en blauw als kleuren. De club speelde in haar bestaan onder de naam Eendracht Opstal en Sparta Buggenhout een aantal seizoenen in de nationale reeksen. Toen fusioneerde de twee ploegen kwamen tot Eendracht Buggenhout

## Geschiedenis
In 1953 werd Eendracht Opstal opgericht en in 1955 sloot de club zich aan bij de Belgische Voetbalbond, waar men stamnummer 5861 kreeg. Opstal bleef de volgende halve eeuw in de provinciale reeksen spelen. Sparta Buggenhout werd nog vroeger opgericht en kreeg stamnummer 3561.
Rond de millenniumwissel kende de club het begin van een succesperiode. In 1998 werd Opstal met 15 punten voorsprong kampioen in de Oost-Vlaamse Tweede Provinciale C en steeg zo naar het hoogste provinciale niveau. Ook in Eerste Provinciale bleef men het goed doen en de ploeg behaalde er in 1999 meteen een tweede plaats. Opstal mocht naar de eindronde, maar daar was het KSV Oudenaarde dat met de promotie ging lopen. De club bleef de volgende jaren tot toppers behoren in Eerste Provinciale. In 2003 lukte het dan toch voor Opstal. In de eindronde ging men voorbij SK Lebeke-Aalst en KFC Eeklo en zo promoveerde de club voor het eerste in haar bestaan naar de nationale reeksen. In 2005 werd de club bij het 50-jarig bestaan koninklijk. Sparta Buggenhout deed het iets minder goed. Het bleef heel lang steken in 3e provinciale, maar enkele jaren later kon het ook promoveren naar 2e provinciale. Hoger raakte Sparta Buggenhout niet meer voor het Eendracht Buggenhout werd. 
Na een paar moeilijke eerste seizoenen in Vierde Klasse, kon Opstal zich toch nestelen in de middenmoot, met als beste resultaat een zevende plaats in 2006 en 2008. In 2008/09 strandde men echter op een degradatieplaats en zo zakte de club na zes jaar nationaal voetbal weer naar de provinciale reeksen. Sparta stond toen nog steeds in 3e provinciale.
In 2013 gingen de clubs een fusie aan. Sparta Buggenhout en Eendracht Opstal vermengden zich in één ploeg en werd Eendracht Buggenhout. De ploeg besloot verder te spelen met het stamnummer van Opstal (5861). Aan de geel-zwarte clubkleuren van Opstal werd ook blauw toegevoegd.
In 2023 volgde een nieuwe samenwerking: Eendracht Buggenhout en Rangers Opdorp brengen hun jeugdwerking samen onder de naam EBRO (Eendracht Buggenhout-Rangers Opdorp). 